# Oscar (1859)
Oscar var ett passagerarfartyg på Göta kanal. Fartyget levererades 1859 från Motala Verkstad i Motala till Askersunds Ångbåts AB. Fartygets varvsnummer var 77. Skrovet var av ek och fur på järnspant.

Fartyget var utrustat med en tvåcylindrig trunkångmaskin, maskin nr 158, om 30 nom hk tillverkad vid Motala Verkstad i Motala.

## Historik
- 1859	Fartyget levererades till Askersunds Ångbåts AB. Kontrakterad byggkostnad var  57 925 riksdaler riksmynt. Det sattes i trafik på traden Stockholm-Jönköping.
- 1871	Fartyget köptes av CF Nordh i Motala.
- 1872	Fartyget köptes av det nystartade Arboga Rederi AB. Det döptes om till Arboga.
- 1872	1 juni. Fartyget anlände till Arboga för att sättas in på sin nya trad Stockholm- Arboga.
- 1879	Ny ångmaskin installerades.
- 1893	Fartyget döptes om till Arboga I.
- 1895	Fartyget köptes av Stockholms Transport och Bogserings AB i Stockholm.
- 1898	Fartyget sattes in på traden Stockholm-Linköping som ersättare för Esaias Tegnér  som gått på grund och kondemnerats.
- 1899	Fartyget köptes av ett partrederi i Linköping. Det döptes om till Nya Linköping och  sattes in på traden Stockholm-Linköping.
- 1899	31 juli. Fartyget hyrdes ut till Ångbåts AB Södertörn i Ösmo. Det sattes i trafik på  traden Stockholm-Dalarö-Nynäshamn.
- 1900	Fartyget såldes och döptes om till Mercur, hemort Norrköping.
- 1902   Fartyget såldes och sattes i trafik Stockholm - Kungsör - Arboga.
- 1905   Ångmaskinen och ångpannan borttages och fartyget blir lastpråm.